# Oklee
Oklee – miasto w Stanach Zjednoczonych, w stanie Minnesota, w hrabstwie Red Lake.